# M. J. Hyland
Maria Joan Hyland (* 6. Juni 1968 in London) ist eine britische Rechtsanwältin und Schriftstellerin, die 2007 für ihren Roman Carry Me Down den renommierten Hawthornden-Preis verliehen bekam.

## Leben
M. J. Hyland, deren Eltern aus Irland stammen, verbrachte ihre frühe Kindheit in Dublin und nahm nach dem Schulbesuch ein Studium der Anglistik und Rechtswissenschaften an der Universität Melbourne auf. Nach ihrer anschließenden anwaltlichen Zulassung war sie sechs Jahre als Rechtsanwältin tätig. Nach einem postgradualen Studium der Literaturwissenschaft, das sie 2004 mit einem Master of Arts (M.A. Literature) abschloss, war sie als freie Schriftstellerin in Melbourne tätig.
2004 gab sie ihr Romandebüt mit How The Light Gets In, der nicht nur den Preis für den besten australischen Romanautor der Tageszeitung The Sydney Morning Herald erhielt, sondern auch den dritten Platz des Barnes and Noble Discover Award belegte. Darüber hinaus war der Roman für den Commonwealth Writers’ Prize für den besten Erstlingsroman und den Age Book of the Year Award nominiert. In dem Buch stellte sie die Erlebnisse einer Austauschschülerin in Australien dar sowie die Erfahrungen mit dem Erwachsenwerden, wodurch ihr Debütroman auch autobiografische Züge trägt.
Ihr zweiter Roman Carrie Me Down (2006) wurde 2007 sowohl mit dem Encore Award als auch dem Hawthornden-Preis ausgezeichnet. Außerdem erhielt sie hierfür Nominierungen für den Man Booker Prize for Fiction sowie für den Commonwealth Writers’ Prize für den besten Roman. Der in Irland spielende Roman thematisiert nicht nur Persönlichkeitsstörungen bei männlichen Jugendlichen, sondern auch Ehekonflikte bei Erwachsenen.
Nachdem sie 2005 Australien verlassen hatte, ließ sie sich in Manchester nieder und ist dort Dozentin am Zentrum für Neues Schreiben der University of Manchester. Zuletzt erschien 2009 von ihr der Roman This is How, der von einem Mann handelt, dessen Unbehagen gegenüber der Welt und dessen Eifersucht zu einem tragischen Verhängnis aus einer Affekthandlung heraus führen. Die Literaturbeilage der Times beschrieb den Roman als „verheerendes Porträt eines sanftmütigen Psychopathen“ (‚a devastating portrait of a mild mannered psychopath‘).

## Werke
in deutscher Sprache (alle übersetzt von Ingo Herzke)
- Schlaflos, Originaltitel How The Light Gets In, 2005, ISBN 978-3-492-27099-1
- Die Liste der Lügen, Originaltitel Carry Me Down, 2007, ISBN 978-3-492-05115-6
- Wie ein Mord geschieht, Originaltitel This Is How, 2010, ISBN 978-3-492-05345-7